# Bengali
Cette page contient des caractères d'alphasyllabaires indiens. En cas de problème, consultez Aide:Unicode.
Pour les articles homonymes, voir Bengali (homonymie).
Le bengali ou bangla (বাংলা (bangla), /ˈbaŋ.la/) est une langue indo-iranienne (sous-branche indo-aryenne) de la famille des langues indo-européennes. Avec l'assamais, il s'agit de la plus orientale des langues indo-européennes.
Originaire de la région du Bengale à l'Est du sous-continent indien, première langue parlée au Bangladesh (en 2011, 76 % de la population l'ayant comme langue maternelle), soit 106 millions de locuteurs ainsi que 13,8 % en tant que seconde langue, soit 19 millions de locuteurs, pour un total de 126 millions de locuteurs) et 2e langue parlée, en Inde, environ 94 millions de locuteurs langue maternelle, soit environ 200 millions de locuteurs langue maternelle dans le monde en 2011, le bengalais est la langue nationale du Bangladesh et langue officielle dans les États indiens du Bengale-Occidental, Tripura et certains districts d'Assam. En outre, il est parlé par d'importantes communautés en Amérique du Nord, Europe, Moyen-Orient, Sud-Est asiatique.
C'est la langue maternelle d'environ 200 millions de locuteurs (5e ou 6e rang au niveau mondial).
La langue bengalaise dérive du prakrit magadhi, une forme vernaculaire de l'ancien sanskrit, comme d'autres langues dont les plus proches sont l'assamais et l'oriya. Le bengalais s'est développé en 1000-1200 ap. J.-C. Une grande partie de son vocabulaire a été empruntée au sanskrit, tout en recevant un apport lexical arabo-persan important. Il a influencé un grand nombre de langues tibéto-birmanes du nord-est de l'Inde, en particulier le metei qui lui a emprunté son écriture.
Il est noté dans un semi-syllabaire qui lui est propre, dérivé de la brahmi et très proche de la devanagari, dont il respecte les principes généraux ; son tracé est cependant plus anguleux.
Le bengalais par sa grande diversité de variantes régionales constitue un continuum linguistique.
Le 21 février 1952, plusieurs étudiants furent tuées lors d'une manifestation pour la langue bengalaise à l'université de Dacca, au Bangladesh. À cette période, le pays est encore sous la domination du Pakistan qui impose aux Bengalais l'ourdou, langue prédominante du Pakistan actuel. Pour cette raison en 1999, l'UNESCO décide de commémorer tous les 21 février la Journée internationale de la langue maternelle.
Les représentants les plus connus du bengalais sont le lauréat du prix Nobel de littérature Rabindranath Tagore et l'écrivain cinéaste Satyajit Ray.

## Famille et origine

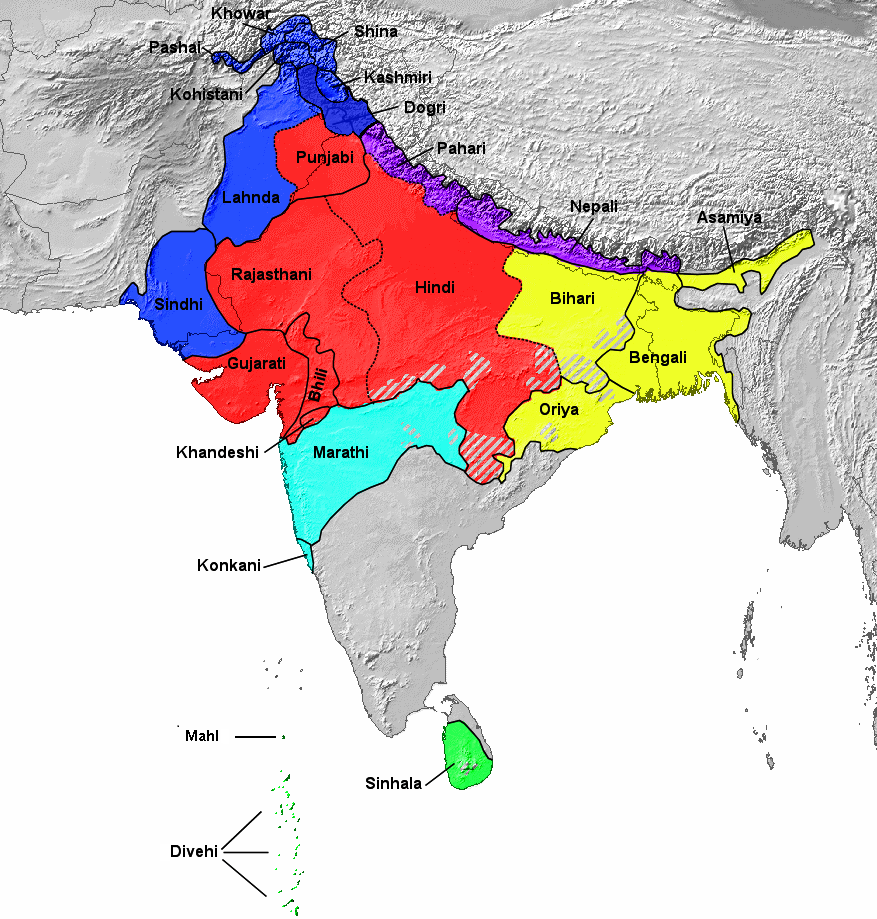
Généalogiquement, le bengali appartient au groupe des langues indo-aryennes, sous-groupe langues indiques orientales, indiquées sur la carte en jaune.

Comme les autres langues indo-aryennes, sous-groupe des langues indiques orientales, le bengali résulte des langues indiques moyennes de l’Est du sous-continent indien.
- Avant 500 apr. J.-C., premières langues orales attestées de la région :
  - prakrit
  - magadhi
  - maïthili
- En 500 apr. J.-C.[9],[10], elles évoluent avec la langue de Buddha en ardhamagadhi (« semi-magadhi »).
- Juste avant 1000 apr. J.-C.[11], l’ardhamagadhi, comme pour tous les autres prakrit au Nord du sous-continent indien, commence à fonder ce qui était appelé le groupe apabhramsa.

Le groupe de langues apabhramsa locales de l’est du sous continent, apabhramsa abahatta aussi appelé purvi, avahatta, s’est subdivisé en variantes régionales à l’époque, qui furent à leur tour à l’origine de 3 groupes aujourd’hui : le groupe bihari, le groupe oriya, et le groupe bengali-assamais.
Certains arguent que les points de divergences ont eu lieu beaucoup plus tôt — même avant 500 — mais la langue n’était pas stable et fixée : différentes variétés coexistaient et les auteurs écrivaient souvent dans plusieurs de ces langues. Par exemple, il semble que le prakrit magadhi ait évolué en apabhramsa abahatta autour du VIe siècle, en concurrence avec le bengali pendant un certain temps.

### Subdivisions historiques
L’histoire du bengali est généralement subdivisée en 3 périodes :
1. Vieux bengali (900/1000-1400) — textes : Charyapada, plus vieux texte littéraire, donc preuve écrite du bengali, recueil de 47 chants religieux d’auteurs divers, qui étaient déjà écrits en 1000 apr. J.-C. ; émergence des pronoms : ami, tumi, etc. ; flexions verbales : -ila, -iba, etc.
Groupe oriya juste avant cette période (800-1300).
2. Bengali moyen (1400-1800) — textes principaux de cette période, œuvres littéraires aux thèmes religieux : Srikrishnakirtan de Chandidas ; élision du mot-final son ô ; développement des verbes composés; influence du perse.
Plusieurs universitaires subdivisent cette période plus en détail en période moyenne précoce et en période moyenne tardive.
3. Nouveau bengali (depuis 1800) — raccourcissement des verbes et des pronoms, parmi les autres modifications (par ex. tahar → tar « son »/« sa » ; koriyachhilô → korechhilo il/elle a fait).

## Histoire
Durement touchée par l'invasion musulmane (fin du XIIe siècle), la culture sanskrite du Bengale se réfugie dans le nord du Bihar, à Mithila, non loin de la frontière du Népal. C'est ici que fleurit dans un milieu de brahmanes la poésie en langue bengalie, représentée par Vidyapati (en), le premier grand poète en langue bengalie.

### Moyenne période et début de la nouvelle période
Historiquement proche du pâli, le bengali était de plus en plus influencé par le sanskrit durant l’époque du bengali moyen (ère Chaitanya 1486 - 1534), et aussi durant la Renaissance du Bengale 1775- 1941, commencement du nouveau bengali. Parmi les langues indo-européennes sur le sous-continent indien, le bengali et le marathi maintiennent une large base de vocabulaire sanskrit tandis que l’hindi et les autres langues telles que panjabi, sindhi et gujarati sont plus influencées par l’arabe et le persan.

### XVIIIesiècle, le siècle des grammaires
Jusqu’au XVIIIe siècle, personne n’avait encore essayé de documenter la grammaire du bengali. Le premier dictionnaire/grammaire bengali écrit Vocabolario em idioma Bengalla, e Portuguez dividido em duas partesé, le fut par le missionnaire portugais Manoel da Assumpção entre 1734 et 1742 durant son service au Bhawal. Nathaniel Brassey Halhed, un grammairien britannique, écrivit une grammaire moderne du bengali (A Grammar of the Bengal Language, 1778) qui utilisait une typographie bengali d’impression pour la première fois.

### XIXesiècle, le siècle des réformes et de la systématisation
Au XIXe siècle la langue fut généralement systématisée par :
- Raja Ram Mohan Roy, le grand réformateur[18] du bengali, qui écrivit aussi une grammaire, Grammar of the Bengali Language (1832).
- Ishwar Chandra Vidyasagar, qui écrivit le Sadhu Bangla, où fut découvert tardivement Barna-Parichaya, un texte qui encore aujourd’hui joue un grand rôle dans l’enseignement du bengali aux écoliers.

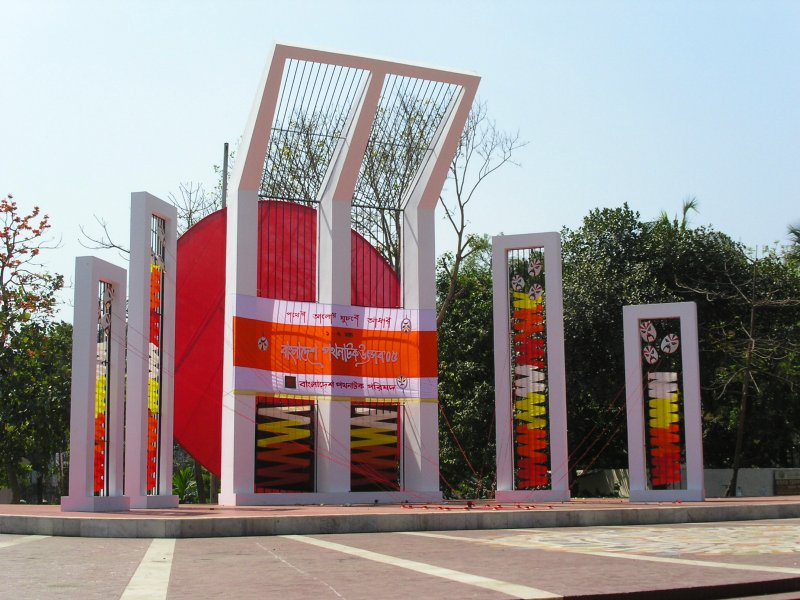
Shaheed Minar, ou le monument des Martyrs, à Dacca, commémore les manifestations pour la langue bengali.

Durant cette période, la forme Choltibhasha, utilisant des flexions simplifiées et d'autres modifications, émergea du Shadhubhasha (ancienne forme) comme la forme de choix pour le bengali écrit.

### Époque contemporaine
Avec une longue et riche tradition littéraire, le bengali unit une région culturellement multiple. En 1951–52, au Pakistan oriental (aujourd’hui le Bangladesh), naît le Mouvement pour la Langue Bengali (Bhasha Andolon) au sein de la population animée, par la forte conscience d’appartenance linguistique. Bien que le bengali fût parlé par la majorité des populations de ce Pakistan oriental, l’ourdou avait été décrété comme la seule langue nationale. Le 21 février 1952, protestataires étudiants et militants manifestaient pour maintenir l’écriture du bengali dans son alpha-syllabaire propre et pour obtenir sa reconnaissance comme langue d’État, lorsque police et militaires ouvrirent le feu à l’université de Dhaka. Trois jeunes étudiants et plusieurs autres personnes furent tués. Ce jour est depuis resté Journée du Mouvement pour la Langue au Bangladesh, puis plus tard en 1999, l’UNESCO décide de commémorer tous les 21 février comme Journée internationale de la langue maternelle,.
Par ailleurs, au Bengale-Occidental , le gouvernement a créé en 1986 la Paschimbanga Bangla Akademi pour promouvoir la langue bengalie.

## Distribution géographique

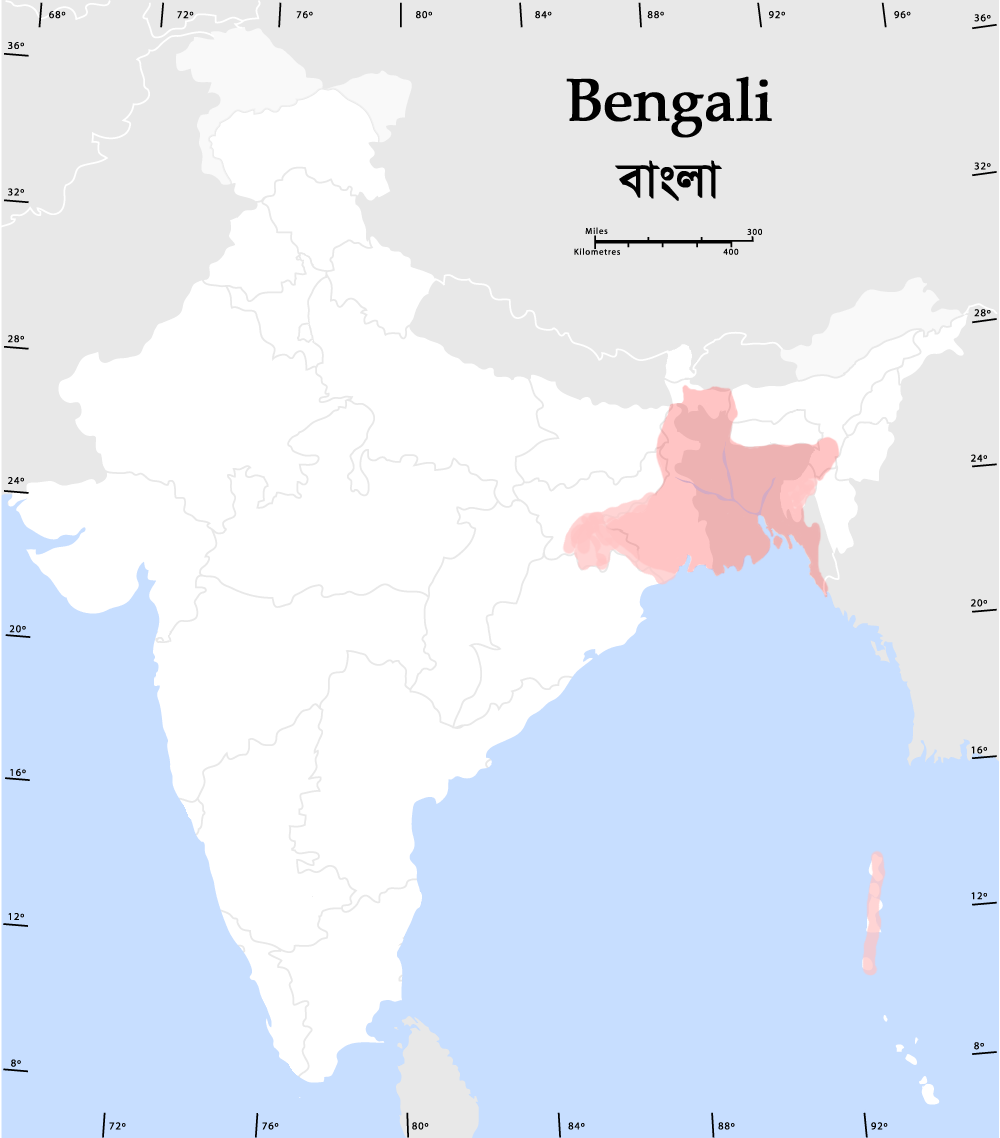
Distribution des locuteurs natifs de la langue bengali sur le sous-continent indien (le rose sombre correspond au Bangladesh)

Le bengali est originaire de la région orientale du sous-continent indien connu sous l’appellation Bengale, qui comprend le Bangladesh, l’Inde pour partie avec les états suivants : Bengale-Occidental, partiellement le Tripura, et 3 districts de celui d’Assam, formant ce qui est communément appelé la vallée de Barak :
- Cachar
- Karimganj
- Hailakandi

Il est encore minoritairement parlé dans les États indiens Jharkhand et sur les îles Andaman-et-Nicobar.
En outre il est parlé par d'importantes communautés aux
- Sud-Est asiatique : Malaisie, Népal, Singapour, Australie, Birmanie ;
- Moyen-Orient : Arabie saoudite, Émirats arabes unis ;
- Europe : Royaume-Uni, France ;
- Amérique du Nord : États-Unis.

### Statut officiel
Le bengali est la langue officielle et nationale du Bangladesh et l’une des 23 langues officielles reconnues par l'Inde. C’est la langue officielle des États : Bengale-Occidental, et Tripura. Cette langue couvre une aire de 300 000 kilomètres carrés, dans le golfe du Bengale et périphérie. C’est aussi une langue coofficielle pour l’État d’Assam C’est une langue majeure dans le territoire de l’Union indienne Îles Andaman-et-Nicobar,. 
Les hymnes nationaux de l’Inde et du Bangladesh furent tous deux écrits par le prix Nobel bengali Rabindranath Tagore.
Depuis 1987 et la loi Bangla Bhasha Procholon Ain, tous les dossiers et correspondances, lois, procédures judiciaires et autres actions en justice doivent être rédigés en bengali dans tous les tribunaux, bureaux gouvernementaux ou semi-gouvernementaux et institutions autonomes du Bangladesh,,.
En 2009, les représentants élus du Bangladesh et du Bengale-Occidental ont demandé ensemble que la langue bengalie devienne une langue officielle de l’Organisation des Nations unies.

### Écrit, parlé et variantes régionales
Le bengali parlé présente une grande variété de variantes régionales, constituant un continuum linguistique, à l’origine d’une diglossie entre la langue écrite et la langue parlée.
La majorité des Bengalis est capable de communiquer dans plus d’une variété — bien souvent, les locuteurs parlent couramment le cholitobhasha (bengali parlé standard) et une ou plusieurs autres variantes régionales.
Ainsi l’assamais standard, l’oriya et le bengali, qui sont considérés comme quasi mutuellement intelligible, possèdent chacun des variantes régionales qui conservent une ressemblance impressionnante avec une ou plusieurs variantes régionales de l’une des deux autres langues.
Les principales différences du bengali proviennent des causes suivantes.

#### Continuum linguistique et diglossie
Du continuum linguistique ont émergé deux types de langues écrites, impliquant des syntaxes et des vocabulaires différents et formant une diglossie, :
1. Shadhubhasha (সাধু shadhu = 'chaste' ou 'sage'; ভাষা bhasha = 'langue') était la langue écrite avec des flexions verbales longues et un vocabulaire (তৎসম tôtshôm) plus proche du Sanskrit. Des chants tels que l’hymne national indien Jana Gana Mana (de Rabindranath Tagore) ou le chant national Vande Mataram (de Bankim Chandra Chattopadhyay) ont été composés en Shadhubhasha. Cependant, l’utilisation du Shadhubhasha dans la langue écrite moderne est négligeable, sauf intention délibérée d’obtenir certains effets ;
2. Choltibhasha (চলতিভাষা) ou Cholitobhasha (চলিত cholito = courant), connu par les linguistes comme Manno Cholit Bangla (bengali parlé standard), est un bengali écrit présentant une prépondérance d’idiomes familiers et de formes verbales courtes. Standard  pour le bengali écrit, il sert maintenant à la plupart des écrits. Il est devenu à la mode au tournant du XIXe siècle, lancé par les écrits Peary Chand Mitra (Alaler Gharer Dulal, 1857)[38], Pramatha Chowdhury (Sabujpatra, 1914) et par les derniers écrits de Rabindranath Tagore.

Il est formé par une base de variantes régionales du sud ouest (Rarh), notamment par la variante régionale parlée de la région de Shantipur. Elle se situe dans le district indien, de Nadia, Bengale-Occidental à la frontière du Bangladesh et non loin de la ville de Kolkata (ensuite nommée Calcutta par les Britanniques), centre culturel du Bengale durant la standardisation du bengali à la fin du XIXe et au début du XXe siècle.
Il est souvent fait référence à cette forme de bengali sous les appellations « standard de Nadia » ou Shantipuri bangla.
C’est ce bengali parlé standard : choltibhasha (চলতিভাষা) ou cholitobhasha, qui est aujourd’hui accepté comme une forme standard aussi bien au Bengale-Occidental qu’au Bangladesh.
Le Sud-Est du Bengale-Occidental, Kolkata inclus, parle le bengali parlé standard, au contraire des autres zones, où est parlé le « bengali ».
Comme le bengali est un continuum linguistique, les variations des variantes régionales du bengali seront mineures ou très différentes, voire pas compréhensibles. La majorité au Bangladesh parle des variantes notablement différentes du bengali parlé standard.

#### Différence d’usage
Dans certains cas, des locuteurs du bengali standard au Bengale-Occidental utiliseront un mot différent de ceux parlant bengali standard au Bangladesh, même si chacun de ces mots provient du bengali. Par exemple, নুন nun (sel) à l’ouest correspond à লবণ lobôn à l’est.

#### Différence de tradition culturelles et religieuses
Même dans le bengali parlé standard, les musulmans et les hindous utilisent des mots différents. Du fait de traditions culturelles et religieuses, les hindous et les musulmans utilisent respectivement des mots dérivés du sanskrit et du lexique arabo-persan Quelques exemples :
- - bonjour : nômoshkar (S) correspond à assalamualaikum/slamalikum (A) ;
  - invitation : nimontron/nimontonno (S) correspond à daoat (A) ;
  - eau : jol (S) correspond à pani (S) ;
  - père : baba (P) correspond à abbu/abba (A) ;

(S = dérivé du sanskrit, P= dérivé du persan, A = dérivé de l’arabe).

## Système d’écriture

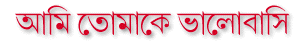
« Je t’aime » en écriture bengali, transcrit : Ami tomake bhalobashi

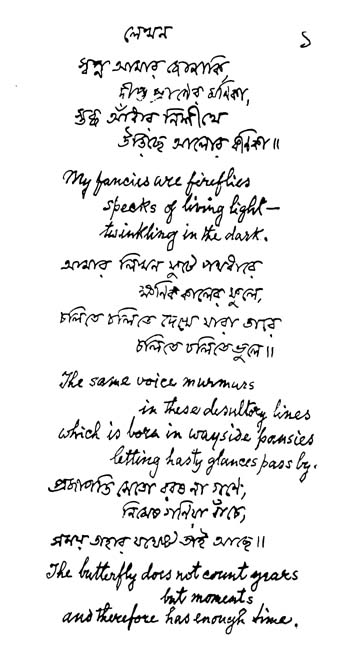
Exemple de bengali écrit à la main. Extrait d'un poème de Tagore avec sa traduction en anglais

Le système d’écriture du bengali n’est pas un système d’écriture alphabétique (comme l’alphabet latin), mais un abugida ou un alphasyllabaire, c'est-à-dire que ses graphèmes représentent une syllabe de base, formée d'une consonne et d'une voyelle inhérente. C’est une variante de l’écriture Nagari orientale utilisée à travers le Bangladesh et l’Est indien (Assam, Bengale-Occidental et le Mithila région du Bihar). L’écriture Nagari orientale semble avoir évolué d’une écriture Brahmique modifiée autour de 1000 ap. J.-C. et est similaire à l’alphasyllabaire devanagari utilisé pour le sanskrit et plusieurs autres langues modernes indiques (par ex. hindi, marâthî et nepâlî). L’écriture bengalie est très proche historiquement de l’écriture assamaise, l’écriture oriya (bien que cette proximité ne soit pas très évidente en apparence) et du mithilakshar (l’écriture originelle de la langue maïthili).
L’écriture bengali est une écriture cursive. Il n’y a pas de distinction bicamérale, c'est-à-dire entre des majuscules et des minuscules, il n'y a qu'une seule forme de lettre et non deux, c’est donc une écriture monocamérale.
On écrit de gauche à droite.
Les mots sont séparés par des espaces.
Comme pour le devanagari, l’écriture bengalie a une barre horizontale continue qui lie chaque caractère entre eux par leurs sommets.
La voyelle par défaut de l'abugida ou de l'alphasyllabaire bengali est généralement une voyelle postérieure :
- soit [ɔ] par exemple মত [mɔt̪] « opinion » ;
- soit [o]), par exemple মন [mon] « esprit » ;
- variante possible comme une voyelle plus ouverte, la voyelle postérieure [ɒ].

Pour représenter emphatiquement une consonne sans sa voyelle par défaut, un diacritique spécial, appelé hôshonto (্) (cf. langue arabe sukūn), peut être ajouté en dessous du graphème consonantique de base (par exemple ম্ [m]). Ce diacritique n’est pas communément employé cependant, et sert principalement comme guide de prononciation. La nature alphasyllabaire du bengali n’est pas régulière. Souvent les syllabes consonantiques finale, qui ne portent pas de voyelle par défaut ne sont pas marquées par le hôshonto (par exemple le final ন dans মন [mon] ou le median ম dans গামলা [ɡamla]). La représentation des autres voyelles associées que la voyelle par défaut [ɔ] peut être réalisée par une grande variété de voyelles diacritiques allographes au- dessus, en- dessous, avant, après, ou même autour du graphème de base, afin de former ces syllabes omniprésentes, appelées ligatures. Ces allographes dépendants sont appelés kars (matras en hindi). Par exemple, le graphème মি [mi] représente la syllabe /mi/, constituée de la consonne [m] et de la voyelle [i], où[i] est représenté comme l’allographe diacritique ি (appelé i-kar), qui est placé au début du graphème. Ainsi en est-il des graphèmes মা [ma], মী [mi], মু [mu], মূ [mu], মৃ [mri], মে [me]/[mæ], মৈ [moj], মো [mo] and মৌ [mow] représentant la consonne [m] combinée avec les sept autres voyelles et les deux diphtongues. Ainsi l’écriture bengalie permet de représenter :
- neuf voyelles et deux diphthongues ;
- 39 consonnes et autres modificateurs[43].

Comme l’écriture bengalie est un abugida ou un alphasyllabaire, il existe deux possibilités de représenter les voyelles en bengali :
- la forme indépendante, qui fait partie de la base même de l’écriture, afin de représenter une voyelle isolée ;
- la forme dépendante, forme abrégée, dite allographe (cf explications ci-dessus).

Afin de représenter une voyelle isolée, par exemple en début de mot devant une ou plusieurs consonnes ou dans certains cas après certaines consonnes, on utilisera la forme indépendante. Par exemple, dans মই [moj] « échelle » et dans ইলিশ [iliʃ] « poisson Hilsa », la forme indépendante de la voyelle ই est utilisée (cf. la forme dépendante ি).
En plus du hôshonto, trois autres diacritiques sont habituellement utilisés en bengali. Ce sont les diacritiques superposés chôndrobindu (ঁ) :
- une unité suprasegmentale pour la nasalisation des voyelles (comme dans চাঁদ [tʃãd] « lune ») ;
- l’onushshôr postérieur (ং) indiquant la consonne occlusive nasale vélaire voisée [ŋ] (comme dans বাংলা [baŋla] « Bengali ») ;
- le bishôrgo postérieur (ঃ) indiquant la consonne fricative glottale sourde [h] (comme dans উঃ! [uh] « aïe ! ») ou la gémination des consonnes consécutives (comme dans দুঃখ [dukʰːo] « peine, chagrin »).

Les consonnes combinées bengalies (যুক্তব্যঞ্জন juktobênjon en bengali) sont habituellement réalisées par des ligatures (যুক্তাক্ষর juktakkhor), où la première consonne est mise au-dessus ou à gauche de celle qui la suit immédiatement. Dans ces ligatures, la forme des consonnes est souvent simplifiée et parfois même déformée au-delà de toute reconnaissance. Dans l’écriture bengalie, il y a environ 285 ligatures de ce type notant des consonnes combinées. Bien qu’il existe quelques formules visuelles pour construire certaines de ces ligatures, la plupart d’entre elles doivent être apprises. Récemment, afin de faciliter l’apprentissage des jeunes écoliers, des efforts ont été faits par les institutions scolaires dans les deux régions principales bengalophones (Bengale-Occidental et Bangladesh) pour amoindrir la nature opaque de nombreuses consonnes combinées, et il en résulte que les textes en bengali moderne commencent à contenir de plus en plus de forme graphiques « transparentes » pour les consonnes groupées, au sein desquelles la consonne constituante est apparente à la lecture dans la forme graphique. Cependant, puisque ce changement n’est pas étendu à toute la zone bengalophone et n’est pas suivi uniformément par le reste de la littérature imprimée bengalie, aujourd’hui les écoliers devraient apprendre à reconnaître les deux formes : les nouvelles « transparentes » et les anciennes « opaques ».
Les marques de ponctuation du bengali, à l’exception de la barre verticale daŗi (|), l’équivalent bengali d’un point, ont été adoptées de celles des écritures occidentales pour un usage similaire.
Tandis que dans les écritures occidentales (latine, cyrillique, etc.) les lettres sont alignées sur une ligne inférieure invisible, les lettres bengalis s’accrochent à une barre horizontale visible appelée matra (à ne pas confondre avec sa signification matra en hindi, qui signifie la forme dépendante des voyelles hindis). La présence et l’absence de matra peut être importante. Par exemple, la lettre ত [tɔ] et le chiffre ৩ « 3 » ne sont différenciables que par la présence ou respectivement l’absence de matra, comme pour les consonnes groupées ত্র [trɔ] et la voyelle indépendante এ [e]. L’écriture se base aussi sur les concepts de largeur et de hauteur des caractères (l’espace vertical entre matra visible et ligne inférieure invisible).
Il n’y a pas encore de norme uniforme de classement des graphèmes bengalis. Des experts, en Inde, comme au Bangladesh, travaillent actuellement afin de résoudre ce problème.

### Transparence orthographique
L’écriture bengalie a en général une orthographe transparente, c'est-à-dire dans la plupart des cas, le bengali s’écrit comme il se prononce, il y a correspondance entre les sons (phonèmes) et les lettres (graphèmes) du bengali. Cependant des inconsistances graphème-phonème apparaissent dans certains cas.
Les principales sont les suivantes (Pour une liste détaillée de ces inconsistances, voir l’article Alphasyllabaire bengali.).

#### Plusieurs lettres pour transcrire le même son
Malgré quelques modifications au XIXe siècle, le système orthographique bengali reste fondé sur celui du sanskrit, ce qui ne rend pas compte des sons émergeant du langage parlé. Par exemple, il y a trois graphèmes de base (শ, ষ et স) pour la consonne fricative post-alvéolaire sourde [ʃ]. Identiquement, il existe deux graphèmes (জ et য) pour la consonne affriquée post-alvéolaire voisée [dʒ]. De plus, le graphème qui était prononcé et écrit comme la consonne nasale rétroflexe ণ [ɳ] est prononcée maintenant comme une consonne alvéolaire [n] sans que l’orthographe ne reflète ce changement.

#### Consonnes combinées
De nombreuses consonnes combinées transcrivent des sons différents de leurs combinaisons de consonnes. Par exemple, la combinaison des consonnes ক্ [k] et ষ [ʃɔ] est réalisée graphiquement par ক্ষ et est prononcée [kʰːo], [kʰo], ou même [kʰɔ]. Exemples : রুক্ষ [rukʰːo] « rude », ক্ষতি [kʰot̪i] « perte » ou ক্ষমতা [kʰɔmot̪a] « pouvoir »), selon la position de la combinaison dans le mot.

#### Voyelle inhérente
Une consonne qui n’est pas accompagnée d’une voyelle dépendante est suivie de la voyelle inhérente qui se prononce, selon les cas, [o] ou [ɔ] ou n’est pas prononcée. Bien que quelques règles permettent parfois de deviner quelle prononciation est la bonne (par exemple, c’est [o] pour la voyelle inhérente d’une consonne conjointe en fin de mot), il faut généralement l’apprendre par cœur.
En outre, la voyelle ও se prononce également [o], ce qui fait que ce son peut être représenté soit par ও, soit par la voyelle inhérente. De plus, deux consonnes consécutives à l’oral peuvent être représentées par une combinaison de consonnes ou deux consonnes l’une après l’autre (et dans ce cas, la première n’a pas de voyelle inhérente). Cependant, dans ce cas, la morphologie permet parfois de savoir qu’il ne faut pas utiliser de consonne conjointe.

### Autres utilisations
L’écriture bengalie, avec quelques petites modifications, est utilisée aussi pour écrire l’assamais. Le meitei, une langue tibéto-birmane utilisée dans l’État indien Manipur, est écrite dans l’alphasylalbaire bengali depuis des siècles, malgré la récente résurgence de l’écriture Meitei Mayek (un abugida meitei). L’écriture bengalie a été adoptée pour écrire le sylheti, remplaçant la vieille écriture sylheti Nagori.

### Romanisation
Plusieurs conventions existent pour romaniser les langues indiques, dont le bengali. Celles-ci utilisent l’« Alphabet International pour la Translittération du Sanskrit »  ou IAST (basé sur les diacritiques), « Translittération des langues indiennes » ou ITRANS (alphabets de majuscules d'utilisations convenus pour les claviers ASCII), et le Système de romanisation de la bibliothèque nationale de Calcutta.
Pour la romanisation du bangla, il faut distinguer la translittération de la transcription. La translittération est orthographique (l’orthographe originelle peut être retrouvée), tandis que la transcription est phonétique (la prononciation peut être reproduite). Ainsi pour le bangla, la translittération et la transcription seront différente, comme l’anglais ne possédait pas les sons du bangla et que la prononciation ne reflète pas complètement l’orthographe.

## Phonologie
Pour chaque phonème, la prononciation (API), le caractère bengali et la romanisation (ISO 15919) sont indiqués.

### Voyelles
|             | Antérieures | Antérieures | Antérieures | Postérieures | Postérieures | Postérieures |
| ----------- | ----------- | ----------- | ----------- | ------------ | ------------ | ------------ |
| Fermées     | [i]         | ই/ঈ         | i/ī         | [u]          | উ/ঊ          | u/ū          |
| Mi-fermées  | [e]         | এ           | e           | [o]          | ও            | o            |
| Mi-ouvertes | [ɛ]         | অ্যা          | ê           | [ɔ]          | অ            | ô            |
| Ouvertes    | [a]         | আ           | a           |              |              |              |

### Voyellesnasalisées
|             | Antérieures | Antérieures | Antérieures | Postérieures | Postérieures | Postérieures |
| ----------- | ----------- | ----------- | ----------- | ------------ | ------------ | ------------ |
| Fermées     | [ĩ]         | ইঁ/ঈঁ         | im̐/īm̐       | [ũ]          | উঁ/ঊঁ          | um̐/ūm̐        |
| Mi-fermées  | [ẽ]         | এঁ           | em̐          | [õ]          | ওঁ            | om̐           |
| Mi-ouvertes | [ɛ̃]         | এ্যাঁ/অ্যাঁ       | êm̐          | [ɔ̃]          | অঁ            | ôm̐           |
| Ouvertes    | [ã]         | আঁ           | am̐          |              |              |              |

### Consonnes
|                          |            | Labiales | Labiales | Labiales | Dentales | Dentales | Dentales | Alvéolaires | Alvéolaires | Alvéolaires | Rétroflexes | Rétroflexes | Rétroflexes | Post-alvéolaires | Post-alvéolaires | Post-alvéolaires | Palatales | Palatales | Palatales | Vélaires | Vélaires | Vélaires | Glottales | Glottales | Glottales |
| ------------------------ | ---------- | -------- | -------- | -------- | -------- | -------- | -------- | ----------- | ----------- | ----------- | ----------- | ----------- | ----------- | ---------------- | ---------------- | ---------------- | --------- | --------- | --------- | -------- | -------- | -------- | --------- | --------- | --------- |
| Nasales                  | Nasales    | [m]      | ম        | m        | [n]      | ন/ণ/ঞ    | n/ṇ/ñ    |             |             |             |             |             |             |                  |                  |                  |           |           |           | [ŋ]      | ঙ        | ng       |           |           |           |
| Occlusives et Affriquées | sourdes    | [p]      | প        | p        | [t]      | ত        | t        |             |             |             | [ʈ ]        | ট           | ṭ           | [ t͡ʃ ]           | চ                | c                |           |           |           | [k]      | ক        | k        |           |           |           |
| Occlusives et Affriquées | aspirées   | [pʰ]     | ফ        | ph       | [tʰ]     | থ        | th       |             |             |             | [ʈʰ]        | ঠ           | ṭh          | [ t͡ʃʰ]           | ছ                | ch               |           |           |           | [kʰ]     | খ        | kh       |           |           |           |
| Occlusives et Affriquées | voisées    | [b]      | ব        | b        | [d]      | দ        | d        |             |             |             | [ɖ ]        | ড           | ḍ           | [ d͡ʒ]            | জ/য              | j/y              |           |           |           | [ɡ]      | গ        | g        |           |           |           |
| Occlusives et Affriquées | murmurées  | [bʱ]     | ভ        | bh       | [dʱ]     | ধ        | dh       |             |             |             | [ɖʱ]        | ঢ           | ḍh          | [ d͡ʒʱ]           | ঝ                | jh               |           |           |           | [ɡʱ]     | ঘ        | gh       |           |           |           |
| Fricatives               | Fricatives | [f]      | ফ        | f        |          |          |          | [s]         | স           | s           |             |             |             | [ ʃ ]            | ষ/শ              | ṣ/ś              |           |           |           |          |          |          | [ɦ~h]     | হ         | h         |
| Battues                  | voisées    |          |          |          |          |          |          | [r~ɾ]       | র           | r           | [ɽ]         | ড়           | ṛ           |                  |                  |                  |           |           |           |          |          |          |           |           |           |
| Battues                  | murmurées  |          |          |          |          |          |          |             |             |             | [ɽʱ]        | ঢ়           | ṛh          |                  |                  |                  |           |           |           |          |          |          |           |           |           |
| Spirantes                | Spirantes  |          |          |          |          |          |          | [l]         | ল           | l           |             |             |             |                  |                  |                  | [ j~e̯]    | য়         | ẏ         |          |          |          |           |           |           |

## Numération
La numération bengalie est un système de numération décimal.
| Chiffre en bengali | Chiffre indo-arabe | Écriture en bengali | Écriture en bengali romanisée |
| ------------------ | ------------------ | ------------------- | ----------------------------- |
| ০                  | 0                  | শূন্য                 | shunnô                        |
| ১                  | 1                  | এক                  | æk                            |
| ২                  | 2                  | দুই                  | dui                           |
| ৩                  | 3                  | তিন                  | tin                           |
| ৪                  | 4                  | চার                  | char                          |
| ৫                  | 5                  | পাঁচ                  | pãch                          |
| ৬                  | 6                  | ছয়                  | chhôy                         |
| ৭                  | 7                  | সাত                  | shat                          |
| ৮                  | 8                  | আট                  | at                            |
| ৯                  | 9                  | নয়                  | nôy                           |
| ১০                 | 10                 | দশ                  | dôsh                          |
| ১১                 | 11                 | এগার                 | ægarô                         |
| ১২                 | 12                 | বারো                  | baro                          |
| ২০                 | 20                 | কুড়ি (বিশ)             | kuri (bish)                   |
| ২১                 | 21                 | একুশ                 | ækush                         |
| ৩০                 | 30                 | ত্রিশ                 | trish                         |
| ৪০                 | 40                 | চল্লিশ                | chôllish                      |
| ৫০                 | 50                 | পঞ্চাশ                | pônchash                      |
| ৬০                 | 60                 | ষাট                  | shaṭ                          |
| ৭০                 | 70                 | সত্তর                | shôttôr                       |
| ৮০                 | 80                 | আশি                  | ashi                          |
| ৯০                 | 90                 | নব্বই                | nôbbôi                        |
| ১০০                | 100                | শত                  | shôtô                         |
| ১০০০               | 1 000              | হাজার (সহস্র)          | hajar (shôhôshrô)             |
| ১০০০০              | 10 000             | দশ হাজার              | dôsh hajar                    |
| ১০০০০০             | 100 000            | লক্ষ (লাখ)            | lôkkhô (lakh)                 |
| ১০০০০০০            | 1 000 000          | দশ লক্ষ              | dôsh lôkkhô                   |
| ১০০০০০০০           | 10 000 000         | কোটি                  | kuti                          |
| ১০০০০০০০০          | 100 000 000        | দশ কোটি               | dôsh kuti                     |
| ১০০০০০০০০০         | 1 000 000 000      | শঙ্খ                 | shôngkhô                      |